# Пашабеков, Ханлар Эдисонович
Ханлар Эдисонович Пашабеков (род. 31 октября 1976, Дербент, Дагестанская АССР, РСФСР, СССР) — российский государственный и политический деятель, глава города Дербента.

## Биография
Родился 31 октября 1976 года в Дербенте. По национальности — азербайджанец.

### Образование
Имеет два высших образования. В 1998 году окончил Дагестанский государственный университет по специальности финансы и кредит. Затем окончил юридический факультет ДГУ.

### Трудовая деятельность
Трудовую деятельность начал в 1997, в которой проработал 10 лет. В 2008 году перешел в Управление Судебного департамента в РД, являлся мировым судьей судебного участка № 102 Дербента.
В 2015 году Ханлар был избран депутатом Народного Собрания РД, где занимал должность заместителя председателя Комитета по законодательству, законности и государственному строительству.
В 2016—2018 годах Министр министерства юстиции Республики Дагестан.
С декабря 2018 года назначен начальником отдела по обеспечению участия прокуроров в гражданском и арбитражном процессе Прокуратуры Республики Дагестан.
С марта 2020 года назначен начальником гражданско-судебного отдела Прокуратуры Республики Дагестан.
С июня 2022 года назначен министром юстиции Республики Дагестан (с апреля по июнь 2022 врио), где проработал до того как занял пост главы Дербента.

#### Глава Дербента
30 апреля 2025 года назначен исполняющим обязанности главы администрации города Дербента после ухода в отставку Кулиева Ахмеда Абдусейновича.
10 июня 2025 года единогласным решением депутатов избран главой города Дербента. 